# 월터 P. 매카너기

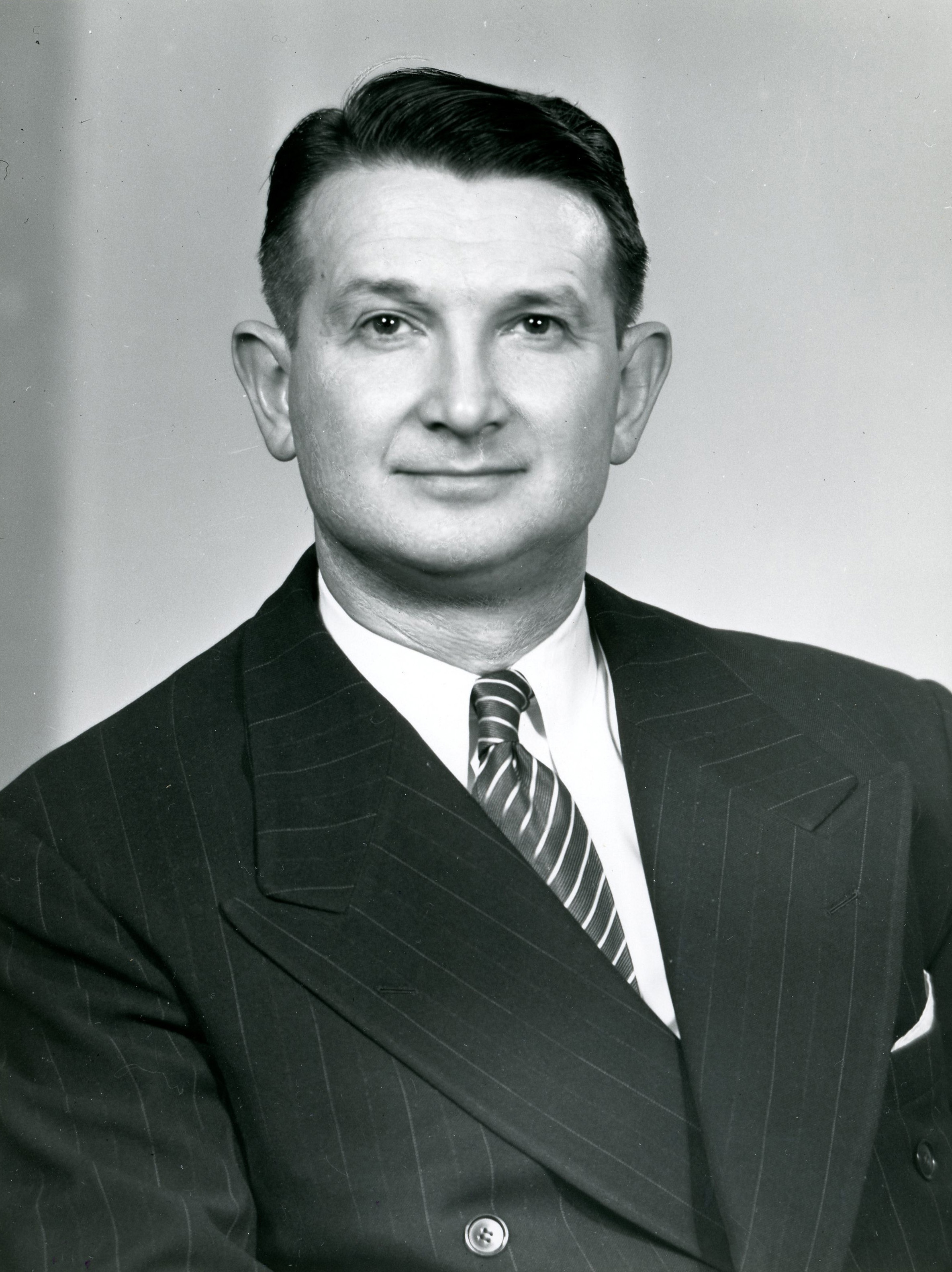
매카너기(1953년)

월터 패트릭 매카너기(Walter Patrick McConaughy, 1908년 9월 11일~2000년 11월 10일)는 미국의 외교관이다. 제5대 대한민국 주재 대사, 제5대 타이완 주재 대사를 역임했다.

## 생애
1908년 미국 앨러배마주에서 태어났다. 1930년에 외교관 시험에 합격해서 국무부에 들어갔다. 1931~1932년 멕시코 탐피코에서 부영사로 근무. 1932~1934년 일본 고베, 1934~1937년 타이베이, 1937~1938년 고베, 1938~1939년 오사카, 1939년 나가사키 부영사로 근무했다. 1941년 초 베이징 2등서기관. 진주만 공습 이후 일본에 억류됐다가 외교관 교환 때 석방됐다. 1942~1944년 볼리비아 라파스에 2등서기관 겸 영사로 근무했다. 1944~1947년 브라질 리우데자네이로 1등서기관 겸 영사로 근무. 1948년 중화민국 상하이에 영사로 근무하다가 총영사로 승격했다. 1950~1952년 6월 영국령 홍콩 총영사. 1952년 6월부터 1957년 5월까지 국무부 중국부장. 1957년 8월부터 1959년 11월까지 주버마 대사. 1959년 12월부터 1961년 4월까지 대한민국 대사. 1961년 4월부터 1961년 12월까지 국무부 차관보(극동 담당). 1962년 3월~1966년 5월 파키스탄 대사. 1966년 6월~1974년 4월 중화민국 대사.